# Jungermanniopsida
Classe
Les hépatiques à lobes (Jungermanniopsida) forment une classe de plantes hépatiques ou marchantiophytes (division Hepaticophyta ou Marchantiophyta).

## Liste des sous-classes et ordres
Selon NCBI (11 mars 2017) et ITIS (11 mars 2017) :
- sous-classe Jungermanniidae
  - ordre Jungermanniales
  - ordre Porellales
  - ordre Ptilidiales
- sous-classe Metzgeriidae
  - ordre Metzgeriales
  - ordre Pleuroziales
- sous-classe Pelliidae
  - ordre Fossombroniales
  - ordre Pallaviciniales
  - ordre Pelliales